# Anton Holy
Anton Holy war ein österreichischer Tischtennisspieler.
Anton Holy spielte um 1940 beim Verein Straßenbahn Wien. Nach dem Anschluss Österreichs war er für die Teilnahme an Deutschen Meisterschaften berechtigt. Hierbei erreichte er 1940 zusammen mit F. Pilsl das Endspiel im Herrendoppel. Bei Österreichischen Meisterschaften holte er 1948 Silber im Doppel mit Karl und im Mixed mit Hahnemann. Um 1949 war er Mitglied des Vereins Admira Wien.
Nach dem Zweiten Weltkrieg übernahm er auch organisatorische Aufgaben. So arbeitete er ab 1945 im Vorstand des Österreichischen Tischtennisverbandes.